# Simputer

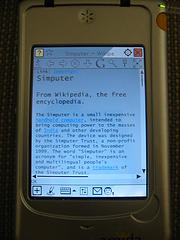
Ein Amida-Simputer

Der Simputer ist ein kleiner, preisgünstiger Handheld-Computer, der für den Einsatz in Indien und anderen Entwicklungsländern entwickelt wurde. 
Der Simputer ist das Ergebnis von mehreren Jahren Forschungsarbeit des Simputer Trusts, einer Non-Profit-Organisation, die im November 1999 gegründet und von den Bangelore Seven geführt wird, hinter der vier indische Professoren des Indian Institute of Science und drei indische Software-Ingenieure des Softwareherstellers Encore stehen. Einer ihrer Sprecher ist Vinay Deshpande, der Geschäftsführer von Encore. 
Das Wort Simputer, ein Warenzeichen des Simputer Trust, ist ein Akronym den simple, inexpensive mobile people's computer (deutsch: einfacher, preiswerter mobiler Volkscomputer).
Der Simputer wird von drei Mignon-Batterien mit Strom versorgt. Er verfügt über einen StrongARM-Prozessor mit 206 MHz Taktfrequenz, 64 MB RAM und 32 MB Flash-Speicher. Ein integriertes Lesegerät für personalisierte 8-KB-Smartcards ermöglicht es, dass sich mehrere Leute einen Simputer teilen können, da der Verkaufspreis in Indien von ca. 9.000 Rupien (umgerechnet etwa 150 Euro) immer noch zu hoch ist, als dass sich viele Leute in den Entwicklungsländern dieses Gerät leisten können. Als Betriebssystem kommt Embedded Linux zum Einsatz.
Mit der Simputer General Public License (SGPL) entstand im Simputer-Projekt auch ein Lizenz-Entwurf, mit dem der Nachbau von Geräten in Anlehnung an die GNU General Public License (GPL) geregelt werden soll. Es sind jedoch deutliche Unterschiede zwischen der GPL und der SGPL zu beachten.
Ein ähnliches Ziel verfolgt die OLPC-Initiative mit dem 100-Dollar-Laptop.